# ドラベース (テレビゲーム)
『ドラベース』 (Dorabase) は、『ドラベース ドラえもん超野球外伝』をゲーム化したニンテンドーDS用ゲームソフト。

## 概要
『ドラベース ドラマチック・スタジアム』2007年12月20日に発売。予約特典はドラベースクロえもんストラップ。
また、『ドラベース2 熱闘ウルトラスタジアム』 (Dorabase  Stadium) は、『ドラベース ドラえもん超野球外伝』をゲーム化したニンテンドーDS用ゲームソフトの第2弾。2009年11月19日に発売。
いずれのソフトもバンダイナムコゲームスのバンダイブランドから発売された。
また、『ドラベース2 熱闘ウルトラスタジアム』では、新たに加わった機能として、原作（漫画）を元に再現されたストーリーモード（マイドラーズモード）で選手の育成が可能になった。自分でオリジナルのドラーズを育てることができ、通信対戦も可能になり、新キャラや必殺技や使えるひみつ道具も追加された。

## 登場人物
- クロえもん
- シロえもん
- アカえもん
- エモル
- ドランプ
- グリえもん
- ポコえもん

## 登場チーム
江戸川ドラーズ
クロえもん
三塁手、5番、背番号5
「絶対にあきらめない」がモットーのドラーズのキャプテン。
必殺技は《満月大根斬り》。
ひろし
投手 背番号1
キレのあるフォークが武器のドラーズのエース。ゲーム上では必殺技がないが、MAX180km/hのストレートが投げられる。

アカえもん
投手 背番号119
MAX203km/hを誇る超本格左腕。ウォータースライダーが必殺技。ゲーム内経験値を30800以上貯めないと出現しない。
荒川ホワイターズ
シロえもん
投手、背番号1
クロえもんのライバル。
ホワイトカップで荒川ホワイターズに勝利すると入手できる。

山寺ベアーズ
ポコえもん
投手、9番、背番号00
ブラウンカップで優勝勝利すると入手出来る。

デビルキングス
ドランプ
投手、背番号13
デビルキングスにいる投手。
ブルーカップで優勝すると入手出来る。

北海スノーフォックス
グリえもん
投手、1番、背番号9
グリーンカップで優勝すると入手出来る。

茜フライヤーズ
エモル
投手、3番、背番号1
トンボール使いのエース投手。
レッドカップで優勝すると入手出来る。

江戸川ドラーズ二軍
銅鑼之輔
監督、背番号30
第8巻第51話から登場したチーム。
ブラックカップで優勝するとボボ太を入手することが出来る。

## その他
『月刊コロコロコミック』誌面上では、ドラベース ドラマチック・スタジアムに登場する、クロえもんのワイヤーフレームのポリゴン姿の画面写真が公開された。また、ゲームオリジナルのシロえもんとクロえもんの必殺技もある。走塁の時タッチペンでこすることで早くなる。その他に、シロはホワイトボール、クロは満月大根斬りなど、必殺技が使える。必殺技を使用する際、必殺技のデモシーンが出る。野手は3回、投手は5回まで使用できる。 また、勝ったチームのメンバーから1人を自分のチームにスカウトすることも可能である。 更に、試合中には秘密道具を使用することもできる。10点差ついた時点でコールドゲームとなる。ワイヤレス通信対戦が可能。ワイヤレス通信対戦時にはどちらかのチームが赤いユニフォームのドラーズを使用できる。スタート画面でＲＬボタンを同時に押すと、読者募集によって採用された限定ユニフォームに模様替えされる。ただし、そのユニフォームはゲーム内で使用は出来ない。